# 小松里歌
小松 里歌（こまつ りか、2月25日 - ）は、日本の女性声優、歌手。高知県出身。青二プロダクション所属。旧芸名は小松 里賀（読みは同じ）。

## 来歴
子供の頃、テレビアニメ『アルプスの少女ハイジ』を見て、小松曰くアホだから「ハイジが本当にいる」と思っていたという。ハイジが実在しないというのを知った時、同時に職業としての声優を知り、「私もハイジになれるかも?」と思ったのがきっかけで声優を目指した。あと『一休さん』の世界に入りたく、小さい時から憧れていたため、しっこさの勝利でここに来たという。
青二塾大阪校12期卒業。
初仕事はラジオCMの育毛剤で、その時、藤田淑子が一緒で、「一休さんだ♡」と言葉を飲み込んでいたという。
2013年12月に入籍を発表した。

## 人物
同期の声優である疋田由香里と一緒に声優ユニット「ゆかりりか」として、歌や絵本の読み聞かせなどの活動も行なっている。
音域はF-E。方言は土佐弁、関西弁。
役柄としては、ハスキーな声質で、元気な少年とはかなげな少女役などを巧みに演じ分けている
趣味はオーラソーマ。特技は剣道、歌唱。

## 出演
太字はメインキャラクター。

### テレビアニメ
1997年
- 地獄先生ぬ〜べ〜（女生徒）
- ゲゲゲの鬼太郎（第4作）（女性B、少年A、女性、秘書）

1998年
- Only You ビバ!キャバクラ（不二子 / 涼崎ミチル）
- まもって守護月天!（住人、手紙）
- 熱沙の覇王ガンダーラ（エマ・ブラントン）
- 遊☆戯☆王（女子高生、女生徒）

1999年
- サイボーグクロちゃん（ニャンニャンアーミー3号、カズマ、コタロー）
- 神八剣伝（ノブル・コンゴウ）

2000年
- おじゃる丸（2000年 - 2010年、坂田金太郎〈金ちゃん〉、アブ子、女の子 他）
- ののちゃん（女友達）
- BOYS BE…（森尾純奈）
- ONE PIECE（2000年 - 2009年、チャボ、マリー）

2001年
- 星のカービィ（2001年 - 2003年、ブン）
- RUN=DIM（レナ）

2002年
- アソボット戦記五九（クルミ）
- 東京ミュウミュウ（歩鈴の母、ルーチャ）

2003年
- F-ZERO ファルコン伝説（2003年 - 2004年、クランク）
- ボボボーボ・ボーボボ（子しゃもじ）
- 魔探偵ロキ RAGNAROK（大島玲也）

2004年
- B-伝説! バトルビーダマン（アッサード）
- ふたりはプリキュア（2004年 - 2005年、執事ザケンナーA、ピュアン） - 2シリーズ

2005年
- おでんくん（2005年 - 2009年、ちくわぶー、ぎんなん坊主、小林くん、スージー、ちえこ 他）

2006年
- しばわんこの和のこころ（福鬼）
- 出ましたっ!パワパフガールズZ（2006年 - 2007年、保健の先生、母親）

2007年
- 金色のコルダ〜primo passo〜（生徒）
- ゲゲゲの鬼太郎（第5作）（2007年 - 2009年、ネネコ、子供、女の子、司会者、野うさぎ、工事業者）
- はたらキッズ マイハム組（2007年 - 2008年、トミ、ジロー）
- 祝!(ハピ☆ラキ)ビックリマン（吉報天女、珍カーベル）
- モノノ怪 座敷童子（ザ・赤子）

2008年
- ねぎぼうずのあさたろう（れもん）
- ポルフィの長い旅（チロ）
- ユメミル、アニメ「onちゃん」（onちゃんママ、ohちゃん）
- ロボディーズ 風雲篇（Jr.）

2009年
- あたしンち（少年）
- 怪談レストラン（TVアナウンサー）
- クレヨンしんちゃん（2009年 - 2022年、園児C、子供、シュンくん、クマさん、若い頃のひろし 他）
- ご姉弟物語（ミチオ）
- 戦争童話 青い瞳の女の子のお話（高石健太）
- ヤッターマン（第2作）（猿飛サリー）

2010年
- あにゃまる探偵 キルミンずぅ（成海アスカ、王女）
- SDガンダム三国伝 Brave Battle Warriors（関平ガンダム、村の子供） - 方言監修担当。
- 忍たま乱太郎（少年）
- フレッシュプリキュア!（ドーナツをもらう少女）
- 名探偵コナン（ゴスロリ店員）
- ユメミル、アニメonちゃん シーズン2（ohちゃん、onママ）

2011年
- ちびまる子ちゃん（一男くん）

2012年
- 黒魔女さんが通る!!（東海寺阿修羅）

2017年
- アイドル事変（猫嶋）
- ドラえもん（テレビ朝日版第2期）（子ども1）

### 劇場アニメ
- エト-eto-（2009年、ユカ）
- 仏陀再誕－The REBIRTH of BUDDHA（2009年）
- 映画 プリキュアオールスターズNewStage2 こころのともだち（2013年、妖精）

### OVA
- グラビテーション（1999年、アシスタント）
- アニメーション制作進行くろみちゃん（2001年、ユリ、アナウンサー）
- 土方歳三 白の軌跡（2004年、土方歳三〈少年時代〉）

### ゲーム
1997年
- 三國無双（貂蝉）
- トバル2（チャコ・ユタニ / 湯谷茶子）
- 毛利元就 誓いの三矢（おかた）

1998年
- 英雄志願 -Gal Act Heroism-（リカ）
- シャイニング・フォースIII シナリオ2 狙われた神子（ウォルツ、はづき、パペッツ）
- シャイニング・フォースIII シナリオ3 氷壁の邪神宮（ウォルツ、はづき、パペッツ）
- 卒業Album（斎藤由加里）
- 卒業III Wedding Bell（斎藤由加里）
- ROOMMATE+ONE（鈴木いずみ）※Windows 95版

1999年
- 学園戦隊ソルブラスト（三条三紀）
- グローランサー（ルイセ・フォルスマイヤー）
- 聖少女艦隊バージンフリート（柿本時雨）

2000年
- グランディアII（エルモ）
- 真・三國無双（貂蝉）
- やきとり娘〜スゴ腕繁盛記〜（みゆき）

2001年
- サモンナイト2（ルウ・アフラーン）
- 真・三國無双2（2001年 - 2002年、貂蝉） - 2作品
- トゥルーラブストーリー3（真弓千鶴）
- Love Songs アイドルがクラスメ〜ト（瀬戸綾乃）

2002年
- ファーストKiss☆物語II 〜あなたがいるから〜（石川夕美）

2003年
- サモンナイト3（ナップ・マルティーニ）
- 真・三國無双3（2003年 - 2004年、貂蝉） - 3作品
- ドリームミックスTV ワールドファイターズ（桃太郎、キジ、ミニボンビー）

2004年
- 蒼のままで……（君嶋なつき）
- マグナカルタ（マヤ、少年ヒューゴ）
- Love Songs♪ADV 双葉理保19歳〜冬〜（瀬戸綾乃）

2005年
- しろがねの鳥籠（ミニー）
- 真・三國無双4（2005年 - 2006年、貂蝉） - 3作品
- メタルギアアシッド2（ヴィナス）

2006年
- I"s Pure（麻生藍子）
- メタルギアソリッド ポータブル・オプス（ヴィナス）
- Riviera 〜約束の地リヴィエラ〜（ロゼ）

2007年
- アルトネリコ2 世界に響く少女たちの創造詩（スープ）
- グローランサーVI（ルキアス）
- 真・三國無双5（2007年 - 2009年、貂蝉） - 2作品
- とぅいんくる（ひよっこ）
- バロック（物の者、袋の者）
- VitaminX（七瀬怜華）
- 無双OROCHI（2007年 - 2009年、貂蝉） - 3作品
- メタルギアソリッド ポータブル・オプス+（ヴィナス）

2008年
- ルーンファクトリー フロンティア（ミネルバ、ルシア）

2009年
- NINJA GAIDEN Σ2（サンジ）
- VitaminZ（不破沙耶香、亮くん、女生徒他）
- 龍が如く3

2010年
- 真・三國無双 MULTI RAID 2（貂蝉）
- プリティーリズム（かのん）

2011年
- 真・三國無双6（2011年 - 2012年、貂蝉） - 4作品
- 真・三國無双 NEXT（貂蝉）
- 無双OROCHI 2（2011年 - 2013年、貂蝉） - 4作品

2012年
- 真・三國無双 VS（貂蝉）

2013年
- 真・三國無双7（貂蝉） - 3作品

2014年
- 龍が如く 維新!

2018年
- 真・三國無双8（2018年 - 2021年、貂蝉） - 2作品
- 無双OROCHI 3（貂蝉）

### ドラマCD
1990年代
- 卒業III Wedding Bell Radio Drama Collection（1998年、斎藤由加里）
- DEEP FEAR（1998年、シャロン）
- 女神異聞録ペルソナ Vol.2（1998年、山本百合子）
- 浮世ノ幻馬（1999年、妙）

2000年代
- 愛していると言ってくれ。（2000年、吉峰多恵子）
- Love Songs アイドルがクラスメ〜ト Drama Album（2001年、瀬戸綾乃）
- Z/ETA ジータ（2002年、藤宮多香子）
- 先生!（2003年、島田響）
- ラブ★コン ドラマCDシリーズ（2003年 - 2005年、寿聖子郎）
- Riviera 〜約束の地リヴィエラ〜 Epilogue Disc（2004年、ロゼ）
- 君と僕。 あきらとこーちゃん&幼稚園編（2005年、しーちゃん）
- 高校デビュー（2005年、小宮山麻美）
- Landreaall（2006年、チルダ・マディール）
- おとなの時間（2007年、立花蜜香）
- グローランサーVI（2007年、ルキアス）
- アルトネリコ2 世界に響く少女たちの創造詩 Vol.1 SIDE ルカ（2008年、ノノ）
- ティンダーリアの種（2008年 - 2010年、ナスタ・グラス） - 2作品

2010年代
- グローランサー Limited Edition, Original recording（2010年、ルイセ・フォルスマイヤー）

### 吹き替え
- 映画 真・三國無双（貂蝉〈グーリーナーザー〉[14]）

### ラジオドラマ
- タイム・リープ あしたはきのう（幹代）
- 流星倶楽部（学生時代の小坂田朋子）※第53回

### CM
- はやてXブレード（ナレーション）

### バラエティ
- リングの魂（ナレーション）
- ピカッと解決 ピカちんハンター！（ナレーション）

### その他コンテンツ
- 星のカービィ マジカルシアター（ブン、イロー）

## ディスコグラフィ

### シングル
| 枚  | 発売日         | タイトル       | 規格品番   |
| --- | -------------- | -------------- | ---------- |
| 1st | 2002年5月1日   | my sweet heart | NECM-12030 |
| 2nd | 2002年10月23日 | グライダー     | NECM-12036 |

### タイアップ曲
| 楽曲                         | タイアップ                                         | 時期   |
| ---------------------------- | -------------------------------------------------- | ------ |
| my sweet heart               | テレビアニメ『東京ミュウミュウ』オープニングテーマ | 2002年 |
| グライダー                   | テレビアニメ『東京ミュウミュウ』挿入歌             | 2002年 |
| My days -あの日を、忘れない- | テレビアニメ『東京ミュウミュウ』挿入歌             | 2002年 |

### キャラクターソング
| 発売日        | 商品名                                                                          | 歌 | 楽曲                                    | 備考                                              |
| ------------- | ------------------------------------------------------------------------------- | --- | --------------------------------------- | ------------------------------------------------- |
| 1998年3月21日 | Happy Bell 〜幸せのベルを鳴らせ!〜                                              | 尾崎恭子（古山あゆみ）、菊池希美（中山真奈美）、斎藤由加里（小松里賀）、松山美咲（高橋千晶）、渡辺和恵（根橋美絵子） | 「Happy Bell 〜幸せのベルを鳴らせ！〜」 | ゲーム『卒業III Wedding Bell』オープニングテーマ  |
| 1998年3月21日 | Happy Bell 〜幸せのベルを鳴らせ!〜                                              | 尾崎恭子（古山あゆみ）、菊池希美（中山真奈美）、斎藤由加里（小松里賀）、松山美咲（高橋千晶）、渡辺和恵（根橋美絵子） | 「天使のくちびる」                      | ゲーム『卒業III Wedding Bell』エンディングテーマ  |
| 1998年4月21日 | 卒業III Wedding Bell Vocal Collection                                           | 斎藤由加里（小松里賀）                                                                                               | 「今夜はカレー」                        | ゲーム『卒業III Wedding Bell』関連曲              |
| 2001年4月25日 | Love Songs アイドルがクラスメ〜ト キャラクターソングシリーズ1 瀬戸綾乃/桃園果菜 | 瀬戸綾乃（小松里賀）                                                                                                 | 「First love & First dream」            | ゲーム『Love Songs アイドルがクラスメ〜ト』関連曲 |
| 2004年2月25日 | アニメーション制作進行くろみちゃん 1&2 オリジナルサウンドトラック               | 安原麗子、市川三恵子、三澤真弓、小松里賀、一条和矢、伊藤栄次、矢部雅史、松本吉朗                                     | 「タイ・ジャニ」                        | OVA『アニメーション制作進行くろみちゃん』挿入歌   |

### シリーズ一覧
1. ↑  『真・三國無双2』（2001年）、『猛将伝』（2002年）
2. ↑  『真・三國無双3』（2003年）、『猛将伝』（2003年）、『Empires』（2004年）
3. ↑  『真・三國無双4』（2005年）、『猛将伝』（2005年）、『Empires』（2006年）
4. ↑  『真・三國無双5』（2007年）、『Empires』（2009年）
5. ↑  『無双OROCHI』（2007年）、『魔王再臨』（2008年）、『Z』（2009年）
6. ↑  『真・三國無双6』（2011年）、『Special』（2011年）、『猛将伝』（2011年）、『Empires』（2012年）
7. ↑  『無双OROCHI 2』（2011年）、『Special』（2012年）、『Hyper』（2012年）、『Ultimate』（2013年）
8. ↑  『真・三國無双7』（2013年）、『猛将伝』（2013年）、『Empires』（2014年）
9. ↑  『真・三國無双8』（2018年）、『Empires』（2021年）